# 龙涓镇
龙涓镇，是中华人民共和国福建省泉州市安溪县下辖的一个乡镇级行政单位。
2025年1月12日，龙涓乡改龙涓镇。

## 行政区划
龙涓镇下辖以下地区：
下洋村、山后村、西兴村、福昌村、福都村、福黎村、培福村、玳堤村、黎山村、钱塘村、宝都村、吉山村、后田村、长塔村、举源村、举溪村、安美村、长新村、内灶村、灶坪村、赤片村、美岭村、山坛村、芹山村、鹤林村、半林村、龙房村、碧岭村、珠塔村、石塔村、湖陵村、新岭村、新民村、庄灶村、连祠村和崎畲村。